# روبرتس زيله
روبرتس زيل (مواليد 20 يونيو 1958) هو خبير اقتصادي وسياسي من لاتفيا يشغل منصب نائب رئيس البرلمان الأوروبي في الدورة السابعة للبرلمان الأوروبي. ينتمي زيل إلى حزب التحالف الوطني، وهو حزب سياسي يتبنى القومية المحافظة،وهو جزء مجموعة المحافظين والإصلاحيين الأوروبيين؛